# Chimnechilda
Chimnechilda také Himnechichilde, Emnechilde, Imnechilde, Himnilde nebo Himnehilde (latinsky Chimnechildis) byla franská královna v Austrasii a manželka krále Sigiberta III.
Historické dokumenty nezmiňují její původ, ale onomastika Etichonovců, vlivné rodiny franských šlechticů přivedla francouzského genealoga a historika Christiana Settipaniho na myšlenku možného příbuzenství s Hugem majordomem královského paláce, který byl snad předkem Chimnechildy.

## Životopis
Provdala se za Sigiberta III. s nímž měla dvě děti, budoucího krále Dagoberta II. a budoucí královnu Bilichildu, manželku Childericha II. Je možné, že byla i matkou Childeberta III. Po smrti Sigiberta III. nastoupil na trůn Childebert III., dosazený Grimoaldem, zatímco Dagoberta II. poslal do exilu v Irsku. Childebert byl ale v roce 661 svržen a v roce 662 Chlotharem III. popraven. Po svrhnutí Chilpericha v roce 661 ovládl Austrasii Chlothar, ale dostal se do sporů s Chimnechildou a tak trůn uvolnil Childerichovi II., nedospělému synovi Chlodvíka, kterému se Chimnechilda stala regentkou. V roce 668 Childerichovi zorganizovala sňatek s její dcerou Bilichildou. O jejím dalším životě se nedochovaly žádné informace, ale když byl Childerich II. s rodinou v roce 675 zavražděn, franská aristokracie na trůn z exilu povolala Dagoberta II.